# The Vindicator
The Vindicator est un journal d'opinion politique publié deux fois la semaine à Montréal au Bas-Canada (Québec) de décembre 1828 à novembre 1837.

## Histoire

### Fondation
The Vindicator est fondé par Daniel Tracey en décembre 1828 en tant qu'organe de la Society of the Friends of Ireland au Bas-Canada. Le journal bihebdomadaire soutient la campagne de Daniel O'Connell pour l'émancipation politique des catholiques du Royaume-Uni de Grande-Bretagne et d'Irlande par l'abolition du serment du test. Le 24 mars 1829, le Parlement du Royaume-Uni adopte An Act for the Relief of His Majesty's Roman Catholic Subjects. Par cette loi cesse la disqualification des catholiques aux emplois publics en Irlande et en Grande-Bretagne, mais en contrepartie le cens électoral augmente et retire le droit de vote aux classes les plus pauvres. Malgré ce recul du droit de vote, il s'agit d'une victoire inestimable qui permet aux catholiques de siéger au Parlement et d'entrer dans la fonction publique. La nouvelle de cette victoire atteint le Bas-Canada au mois de mai et les chapitres montréalais et québécois de la Society of the Friends of Ireland cessent leurs activités peu après,.
Le décès de Jocelyn Waller en décembre 1828 avait mis fin à l'aventure du Canadian Spectator, la voix du Parti patriote auprès de la communauté anglophone de Montréal. Le Vindicator de Tracey devint alors l'unique voix de la communauté irlandaise dans la ville. Lorsque le journal se retrouve en difficulté financière en mai 1829, un consortium de membres du Parti patriote acquiert des parts de sa propriété. Daniel Tracey et l'imprimeur John Hagan vendent des parts à l'imprimeur Ludger Duvernay, l'avocat Denis-Benjamin Viger, des membres de la famille Perrault, le libraire Édouard-Raymond Fabre et le financier Jacob De Witt,. En juillet, le Irish Vindicator and Canada Advertiser devient le Vindicator and Canada Advertiser pour refléter la nouvelle orientation du journal, dont le message s'adresse dorénavant à l'ensemble des Canadiens qui lisent l'anglais.

### Tracey emprisonné puis élu
À partir de cette époque, le Vindicator et La Minerve soutiennent de concert les luttes de la majorité parlementaire bas-canadienne, dirigée par Louis-Joseph Papineau. La collaboration étroite des deux journaux patriotes dans la ville de Montréal amène bientôt leurs rédacteurs en chef Tracey et Duvernay sur une trajectoire de collision avec le Conseil législatif du Bas-Canada, la cible de toutes leurs attaques depuis que le Parti patriote a résolu de le faire abolir.
Un éditorial de Tracey paru le 3 janvier 1832 dans le Vindicator et un article de Duvernay paru dans La Minerve le 9 janvier sont jugés diffamatoires par le Conseil, qui en conséquence ordonne à son sergent d'armes, par une résolution du 13 janvier, l'arrestation des deux hommes. Ils sont traduits devant la barre du Conseil législatif le 17 janvier et reconnaissent être les auteurs des articles parus dans les journaux dont ils sont respectivement rédacteurs en chef de même que propriétaires. Par une résolution, le Conseil les fait emprisonner à la prison de Québec jusqu'à la fin de la session législative, soit du 17 janvier au 25 février 1832 (39 jours).
La popularité des deux hommes semble avoir augmenté auprès de l'électorat patriote en raison de leur emprisonnement. Deux mois après sa sortie de prison, Tracey se présente comme candidat du Parti patriote à l'élection partielle dans la circonscription de Montréal-Ouest. Tracey l'emporte sur le candidat du gouvernement, Stanley Bagg, un marchand d'origine américaine, avec 691 voix contre 687, dans une des élections les plus sanglantes de l'histoire du Québec.
La pandémie de choléra asiatique qui atteint le Bas-Canada à l'été 1832 fauche le docteur Daniel Tracey, qui décède le 18 juillet 1832 après avoir contracté la maladie au contact d'un de ses patients.

### O'Callaghan succède à Tracey
À la suite du décès de Tracey, Édouard-Raymond Fabre acquiert le Vindicator. Un dénommé John Thomas succède à Tracey au poste de rédacteur en chef. En mai 1833, le docteur Edmund Bailey O'Callaghan, rédacteur adjoint et correspondant de Québec au Vindicator depuis ses débuts, se transporte à Montréal et succède à Thomas,.
O'Callaghan poursuit dans la lignée des Waller et Tracey et offre un appui indéfectible à la majorité parlementaire. Le Vindicator appuie les 92 résolutions de la Chambre d'assemblée du Bas-Canada, favorise l'élection de Louis-Joseph Papineau et Robert Nelson dans Montréal-Ouest à l'élection générale de 1834, dénonce les 10 résolutions relatives aux affaires du Canada que le ministre John Russell présente à la Chambre des communes britannique en mars 1837 et participe activement à la mobilisation populaire qui en découle.

### Destruction des presses
Le 6 novembre 1837, après avoir attaqué les Fils de la Liberté et assiégé la résidence de la famille Papineau, des membres du Doric Club saccagent les bureaux du Vindicator et endommagent ses presses. Le dernier numéro du journal paraît le 9 novembre sur les presses de La Minerve.

## Publication
Le Vindicator paraît le mardi et le vendredi de chaque semaine. Sa publication débute le 12 décembre 1828 sous le nom de The Irish Vindicator and Canada General Advertiser. À partir du 20 février 1829, le journal porte le nom de The Irish Vindicator and Canada Advertiser. Il se nomme The Vindicator and Canada Advertiser à compter du 28 juillet 1829, The Vindicator seulement à compter du 5 juillet 1831 et finalement de The Vindicator and Canadian Advertiser du 2 novembre 1832 jusqu'à sa disparition cinq ans plus tard en novembre 1837. 

## Ligne éditoriale
La devise du journal, qui est « Justice pour toutes les classes; monopoles et privilèges pour aucune; » (Justice to all classes; monopolies and exclusive privileges to none) résume assez bien l'esprit qui animait son propriétaire et ses collaborateurs. De tendance libérale réformiste, il est le pendant anglophone de La Minerve.

## Rédacteurs en chef
- Daniel Tracey (1828-1832)
- John Thomas (1832)
- Edmund Bailey O'Callaghan (1833-1837)

## Audience
À ses débuts, le journal s'adresse principalement à la communauté irlandaise du Bas-Canada. Il est l'organe de la Society of the Friends of Ireland. À partir de 1829, il succède au Canadian Spectator en tant qu'organe de langue anglaise du Parti patriote.